# العصر الذهبي للخيال العلمي

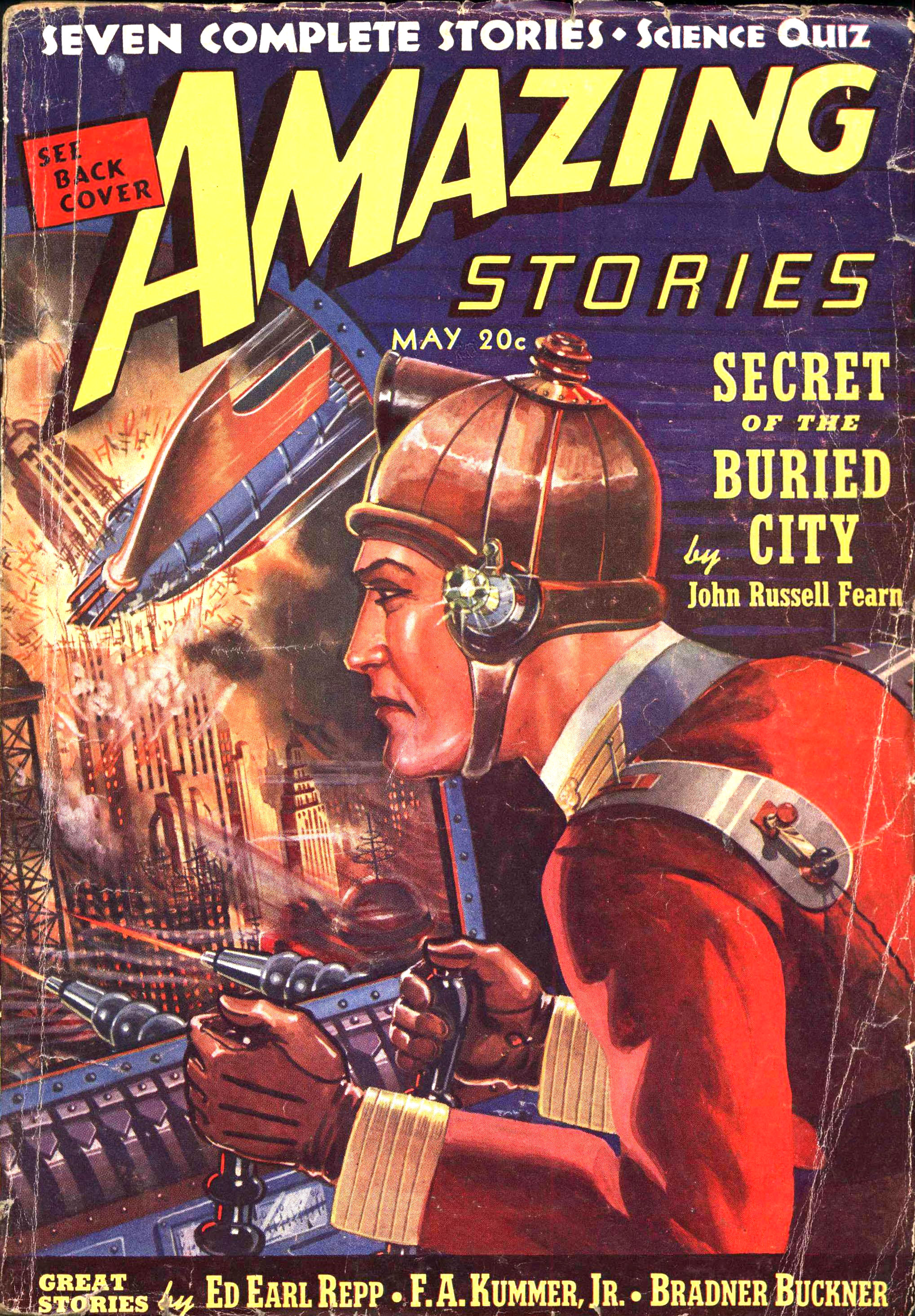
عالم اخر "" العصور القديمة الذهبية .. التي.. اخفوها..

العصر الذهبي للخيال العلمي: كان العصر الذهبي الأول للخيال العلمي، الذي يُعرف في الغالب الأعم في الولايات المتحدة بالفترة الممتدّة من عام 1938 إلى عام 1946،   وهي ذاتها الحقبة التي اكتسب فيها الخيال العلمي اهتمامًا عامًا واسعًا، حيث تم نشر العديد من قصص الخيال العلمي الكلاسيكية  تناولت تاريخ الخيال العلمي  وحازت شهرة واسعة.
يتبع العصر الذهبي «العصر التجاري للخيال العلمي» في عشرينيات وثلاثينيات القرن الماضي، ما يُعرف بـ الخيال العلمي للموجة الجديدة في الستينيات والسبعينيات. وعلى نحو تطوّري مطّرد تُعدّ فترة الخمسينيات الفترة الانتقالية التي شهدت التطور الثقافي للخيال العلمي.  ورغم ذلك، يعتقد روبرت سيلفربيرغ ، أن حقبة الخمسينيات المشار إليها سابقًا، هي العصر الذهبي الحقيقي للخيال العلمي.
ووفقًا للمؤرخ آدم روبرتس ، فإن «عبارة العصر الذهبي يستعمل نوعًا معينًا من الكتابة:» Hard SF «، من خلال الروايات الخطية، أو الأبطال الذين يحلون المشكلات أو يواجهون التهديدات في أوبرا فضائية (Space opera) أو ضمن نطاق تكنولوجي معبّر عنهُ بواسطة اللغة.» 

## من غيرنسباك إلى كامبل
كان جون كامبل أحد الرائدين المؤثرين وممّن أحرزا قصب السبق في إنشاء العصر الذهبي للخيال العلمي، وصار لهُ أهمية بالغة في هذا النوع حيم كان يشتغل محرّرًا وناشرًا لمجلات الخيال العلمي، بما فيها  الخيال العلمي المذهل ، لدرجة أن إسحاق أسيموف صرّح بأن «... في الأربعينيات من القرن الماضي، سيطر (كامبل) على هذا المجال لدرجة أنه بدا للكثيرين وكأنه خيال علمي».  طوّر كامبل الخيال العلمي من خلال إضفاء نوع من الواقعية والعمق النفسي في توصيف العوالم الخارقة أكثر مما ظهر في عصر «العلم الخارق» في جيرنسباك. وحوّل التركيز من الأداة نفسها إلى الشخصيات التي تستخدم الأداة.
يتفق معظم المهتمين بالخيال العلمي بأن العصر الذهبي لهذا الفن بدأ حوالي 1938-1939،  متأخرًا بذلك قليلاً عن العصر الذهبي للخيال المباحث (الخيال البوليسي)، وهو نوع آخر قائم على الخوارق.
في عدد يوليو 1939 ظهر كتاب خيال علمي مذهل يُشار إليه في بعض الأحيان بأنه يعتبر بداية العصر الذهبي للخيال العلمي. وقد تضمن هذا الكتاب قصة " Black Destroyer "، التي تًعد أول قصة نشرها أي. إي. فان فوغت، وأول ظهور لـ إسحق عظيموف (" Trends ") في المجلة. قال كاتب الخيال العلمي جون سي رايت عن قصة فان فوغت، «هنا بدأ كل شيء.»  احتوى عدد أغسطس على أول قصة منشورة بقلم روبرت أ. هينلين " Life-Line ").
جادل روبرت سيلفربيرغ في مقال نُشر عام 2010 بأن العصر الذهبي الحقيقي كان خمسينيات القرن الماضي، قائلاً إن «العصر الذهبي» في الأربعينيات كان نوعًا من «الفجر الكاذب فقط».  كتب سيلفربيرغ التالي: «حتى عقد الخمسينيات من القرن الماضي، لم يكن هناك سوقاً معروفة لكتب الخيال العلمي على الإطلاق»؛ فقد دعم الجمهور عددًا قليلاً من المطابع الصغيرة الشعبية ذات الاهتمام الخاص. وحين بدأ عقد الخمسينيات من القرن الماضي بدا هنالك نوع من «التدفق المذهل للقصص والروايات التي سرعان ما تجاوزت من حيث الكمية والنوعية الإنجاز الكبير للعصر الذهبي لكامبلان»،  حيث حلت الشركات الرئيسية مثل سايمون وشوستر ودابلداي محل الناشرين المتخصصين مثل آرخام هاوس وجنوم براس .

## التطورات النوعية في مجال الخيال العلمي
تم إنشاء العديد من أكثر كتب الخيال العلمي ديمومة واستمراراً في أدب العصر الذهبي، فقد  برزت أوبرا الفضاء مع أعمال إي إي "دوك" سميث؛  و أسس إسحاق أسيموف القوانين الكنسية الثلاثة للروبوتات مفتتحاً عهدهُ بالقصة القصيرة " Runaround " عام 1941. وشهدت نفس الفترة شهدت نشر كلاسيكيات هذا النوع مثل مؤسسة Asimov's Foundation  وSmith's Lensman series .
ومن السمات الشائعة الأخرى للخيال العلمي في العصر الذهبي الاحتفاء بالإنجاز العلمي والشعور بالدهشة وهذا ما جسدته  القصة القصيرة لأسيموف «الليل»، حيث تغمر في ليلة واحدة جحافل من الكوكب كاشفا عن اتساع الكون اللانهائي. تعبّر روايات روبرت أ. هاينلين في الخمسينيات من القرن الماضي، مثل The Puppet Masters وDouble Star وStarship Troopers ، عن الأيديولوجية التجارية لأدب الخيال العلمي.

## الأهمية الثقافية
«تحول العديد من العلماء الذين شاركوا بجدية في استكشاف النظام الشمسي (وأنا من بينهم) لأول مرة في هذا الاتجاه من خلال الخيال العلمي. وللحق إن جزءًا من هذا الخيال العلمي لم يكن ذي صلة بالاكتشافات العلمية، وجزء له علاقة. الأطفال في عمر العاشرة لا يقرأون المؤلفات العلمية. لكنّهم يتابعون الخيال العلمي».-  كارل ساجان،1978  
الخيال العلمي ظاهرة أثّرت على نفسية عدد كبير من المراهقين خلال الحرب العالمية الثانية والحرب الباردة التي تلت عصر رواج الخيال العلمي. لقد ترك العصر الذهبي للخيال العلمي انطباعًا دائمًا وسائداً على المجتمع.
والحال أنّ بداية العصر الذهبي للخيال العلمي تزامنت مع ظهور أول اتفاقية للخيال العلمي العالمية في عام 1939، وأصبح الخيال العلمي، خاصة بالنسبة للمعجبين به الأكثر شعبية وتداولاً، فأصبح بهذا التقدير قوّة اجتماعية فارقة.  كان لهذا النوع، خاصة خلال عصره الذهبي، تأثيرات كبيرة وظلال عديدة، وإن كانت غير مباشرة إلى حدّ ما، على القادة في الجيش وفي تكنولوجيات المعلومات وهوليوود وفي شتى العلوم، خاصة التكنولوجيا الحيوية وصناعة الأدوية.

## مؤلفون بارزون
ظهر عدد من مؤلفي الخيال العلمي المؤثرين في أوائل العصر الذهبي (1938-1946)،:
- إسحاق أسيموف (1920-1992)
- ألفريد بيستر (1913-1987)
- جيمس بليش (1921–1975)
- نيلسون إس بوند (1908-2006)
- لي براكيت (1915-1978)
- راي برادبري (1920-2012)
- فريدريك براون (1906-1972)
- أ. بيرترام تشاندلر (1912–1984)
- جون كريستوفر (1922-2012)
- هال كليمنت (1922-2003)
- سبراج دي كامب (1907-2000)
- ليستر ديل ري (1915-1992)
- روبرت أ. هينلين (1907-1988)
- رون هوبارد (1911-1986)
- هنري كوتنر (1915–1958)
- فريتز ليبر (1910-1992)
- موراي لينستر (1896–1975)
- سي إل مور (1911–1987)
- فريدريك بول (1919-2013)
- روس روكلين (1913-1988)
- إريك فرانك راسل (1905-1978)
- كليفورد دي. سيماك (1904-1988)
- إدوارد سميث (1890–1965)
- ثيودور ستورجيون (1918-1985)
- وليام تين (1920-2010)
- إيه إي فان فوغت (1912-2000)
- جاك فانس (1916-2013)
- جاك ويليامسون (1908-2006)
- جون ويندهام (1903-1969)

وفي العصر الذهبي اللاحق (1947-1959):
- آرثر سي كلارك (1917-2008)
- بول أندرسون (1926-2001)
- فيليب ك. ديك (1928-1982)
- جيمس غان (1923-2020)
- سيريل كورنبلوث (1923–1958)
- والتر ميلر (1923-1996)
- تشاد أوليفر (1928-1993)
- روبرت سيلفربيرغ (1935-)

## نهاية العصر الذهبي
قال أسيموف: "إن إسقاط القنبلة الذرية عام 1945 جعل الخيال العلمي بالغ الأهمية لعامة الناس.  استذكر في عام 1969 لن أنسى أبدًا تلك الصدمة التي عصفت بالعالم بأسره، لاسيما معجبي الخيال العلمي حين كسر هينلين حاجز الدهشة من خلال نشر قصة خيال علمي (التلال الخضراء للأرض)، نشرت في The Saturday Evening 
شهدت سنة 1950دخول الشركات الكبيرة والشهيرة إلى سوق كتب الخيال العلمي، وكانت سياسة النشر عندهم مشابهة لطرائق النشر للخيال الإجرامي خلال الحرب العالمية الثانية، وبالتالي لم يعد للمؤلفين النشر فقط من خلال المجلات.  قال أسيموف:" مع ذلك، أنا نفسي كنت محتاراً: كان هناك ميلاً للواقع الجديد، يقوم على تشهير كاتب الخيال العلمي على مستوى العالم. قبل عام 1945، كان الخيال العلمي جامحًا وحرًا، ولقد بقيت جميع أشكاله وأنواعه في عالم الخيال ويمكننا أن نفعل ما يحلو لنا. بعد عام 1945، ظهرت الحاجة المتزايدة للحديث عن شركة الإلكترونيات المُتقدّمة وصياغة كل النطاق اللامتناهي بالمحصلة، لأفكارنا رغم أن القليل منها أصبح واقعيًا".
وتابع: «في الواقع، كانت هناك ولادة، أطلقت عليها اسم خيال الغد؛ قصة الخيال العلمي التي ستكون بمثابة عناوين للمستقبل. صدقني، لا يمكن أن يكون هناك شيء أكثر تداولاً من عناوين الغد في الخيال العلمي»، مستشهداً بـ نيفيل شوت على الشاطئ كمثال على هذه الرؤية.
من الصعب تحديد نهاية واضحة لـ العصر الذهبي للخيال العلمي أكثر من تحديد بدايته، لكن ثمة عدة عوامل غيّرت سوق الخيال العلمي في المجلات في منتصف وأواخر الخمسينيات من القرن الماضي. كان الأهم من ذلك هو الانكماش السريع لسوق الخيال مثلما حدث مع: «مغامرات رائعة» و«ألغاز رائعة» التي اشتهرت في عام 1953، وقصص الكوكب ، والقصص المذهلة ، وقصص العجائب المثيرة وما بعدها في عام 1955، وعوالم أخرى و«خيال علمي: ربع سنوي» في عام 1957، والخيال ، وحكايات خيالية، و «ما لا نهاية» في عام 1958.
في شهر تشرين الأول/أكتوبر 1957، أدّى الإطلاق الناجح للقمر الصناعي السوفيتي سبوتنيك 1 إلى تضييق الفجوة بين العالم الحقيقي وعالم الخيال العلمي، مما أدى إلى دخول الغرب في سباق فضائي مع الشرق. وكان تأثير ذلك تحوّل أسيموف إلى الكتابة غير الروائية التي كان يأمل أن تجذب العقول الشابة إلى العلوم.
قام الكتاب البريطانيون الناشئون، مثل بريان دبليو ألديس وجي جي بالارد ، بتطوير أسلوب أدبي أكثر، مما يشير إلى الاتجاه الذي سيتبعه الكتاب الآخرون لاحقًا، فظهرت كاتبات مثل جوانا روس وجوديث ميريل. ومن تأثير ذلك أنّ مجلة العصر الذهبي الرائدة، قصص مذهلة عن العلوم الفائقة، غيّرت عنوانها إلى«الخيال العلمي والحقيقة التناظرية» في عام 1960، كان من الواضح من دون شك بأن العصر الذهبي للخيال العلمي قد انتهى.

## وصلات خارجية
- الخوف من الخيال: عالم كامبل والنماذج القديمة الأخرى ، في إنفينيتي بلس ، بقلم كلود لالوميير
- العصر الذهبي للخيال العلمي للمخرج جون و.
- كتب Google - «عصر العجائب الفصل الأول: العصر الذهبي للخيال العلمي هو اثني عشر»، ديفيد ج. هارتويل (أكتوبر، 1996)
- YouTube.com - إسحاق أسيموف يتحدث عن العصر الذهبي للخيال العلمي